# Homomonument
Homomonument – pomnik w Amsterdamie upamiętniający osoby homoseksualne, które doświadczyły lub doświadczają prześladowania lub też zostały zamordowane z powodu własnej orientacji seksualnej. Monument ma formę trzech różowych trójkątów wykonanych z granitu, które wraz z przestrzenią pomiędzy nimi tworzą wspólnie kształt większego trójkąta. Pomnik znajduje się w centrum miasta, na brzegu kanału Keizersgracht i w pobliżu kościoła Westerkerk. Odsłonięty został 5 września 1987 roku.
Jest to pierwszy pomnik na świecie upamiętniający ofiary prześladowania ze względu na orientację seksualną.

## Symbolika kształtu i koloru
Kształt i kolor pomnika jest nawiązaniem do różowych trójkątów, które były elementem oznakowania więźniów niemieckich obozów używanym w III Rzeszy do oznaczania w obozach koncentracyjnych mężczyzn umieszczonych tam za orientację homoseksualną. Znak ten stał się później symbolem walki o prawa gejów i lesbijek.
Z tego powodu Homomonument jest często błędnie uznawany za pomnik upamiętniający wyłącznie osoby homoseksualne, które zginęły w obozach koncentracyjnych. Intencją jego twórców było jednakże oddanie czci gejom i lesbijkom prześladowanym we wszystkich krajach, w przeszłości i obecnie.

## Konstrukcja pomnika i jego dalsza symbolika

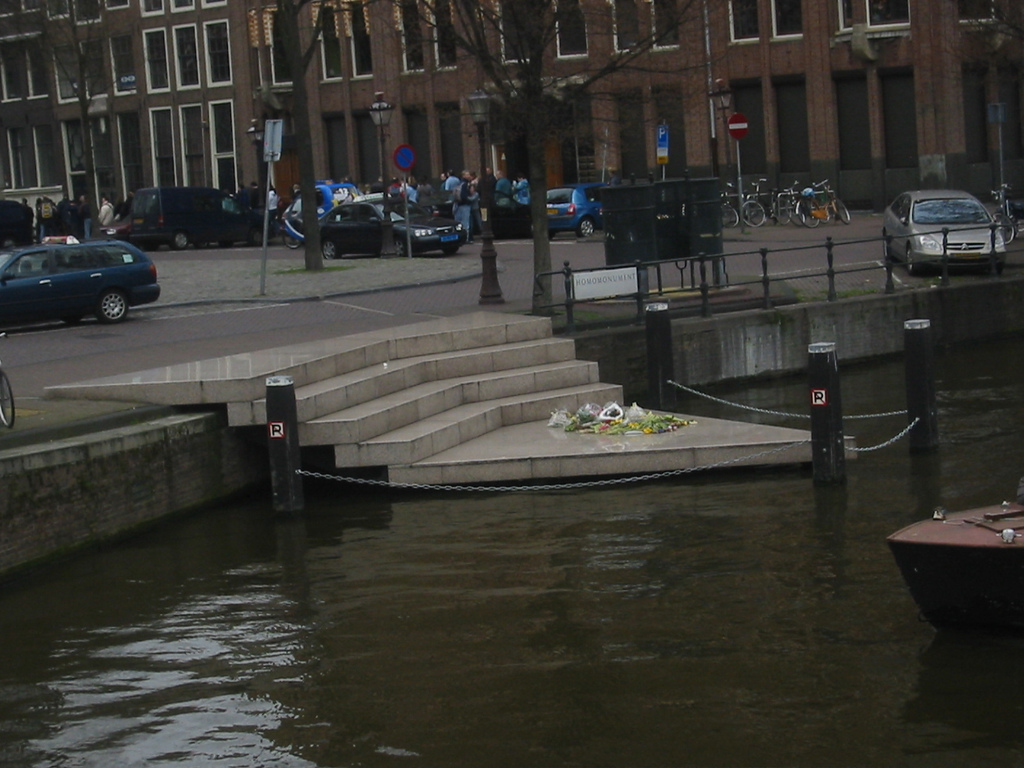
Schody – teraźniejszość

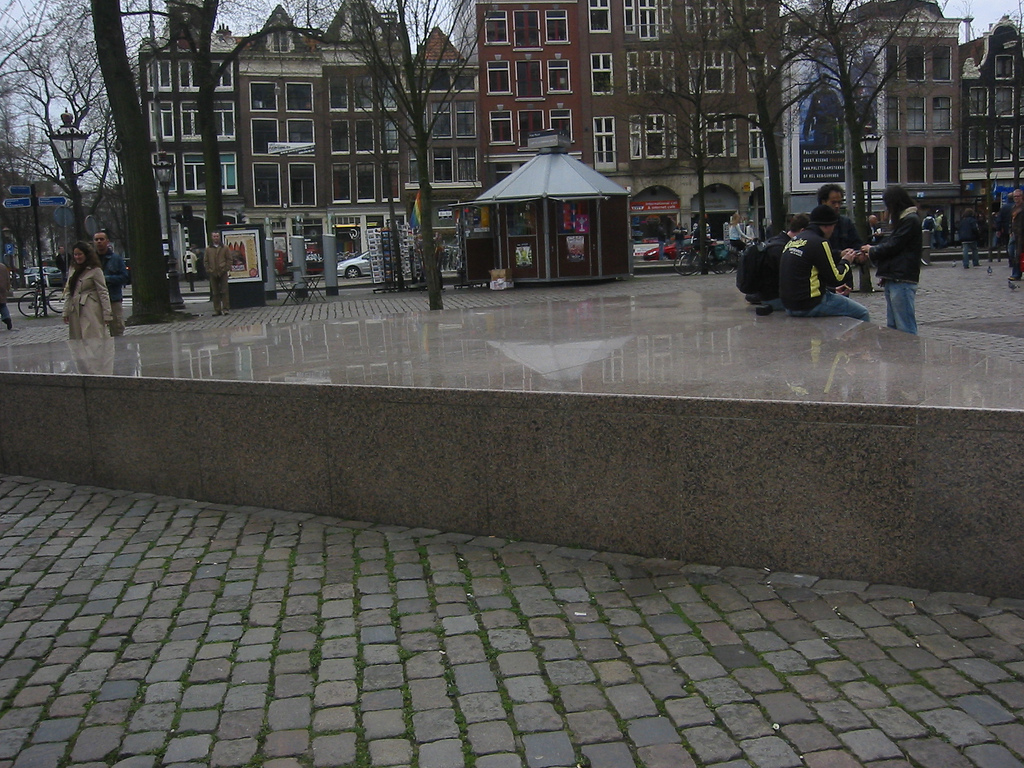
Podium – przyszłość

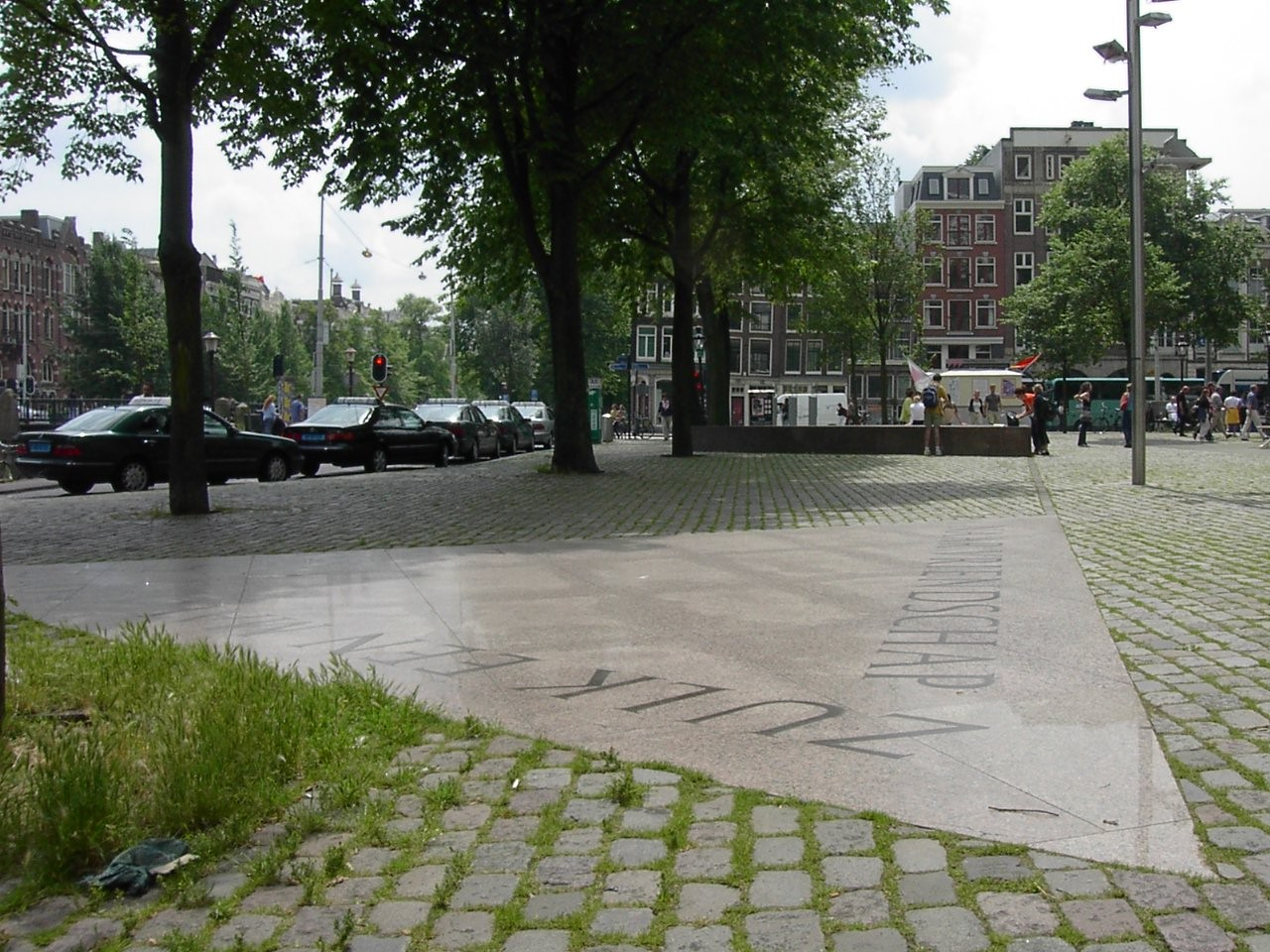
Płaszczyzna – przeszłość

Monument składa się z trzech trójkątów wykonanych z polerowanego różowego granitu; bok każdego z nich ma 10 metrów długości. Trójkąty położone są w pewnej odległości od siebie i wraz z przestrzenią znajdującą się pomiędzy nimi tworzą duży trójkąt, którego boki mierzą po 36 metrów długości. Przestrzeń pomiędzy mniejszymi trójkątami jest normalnie użytkowana, przebiega tamtędy między innymi droga wzdłuż kanału Keizersgracht.
Granitowe trójkąty nie są identyczne; ich kształty również są elementem symboliki pomnika. Symboliczne są także obiekty wskazywane przez poszczególne kąty dużego trójkąta tworzonego przez wszystkie granitowe trójkąty i przestrzeń pomiędzy nimi.

### Schody – teraźniejszość
Granitowy trójkąt w formie stopni schodzących w dół brzegiem kanału Keizersgracht symbolizuje teraźniejszość. Kąt dużego trójkąta utworzony tym trójkątem jest skierowany w stronę Nationaal Monument na placu Dam – pomnika upamiętniającego ofiary II wojny światowej i symbolizującego wolność oraz pokój.

### Podium – przyszłość
Drugi granitowy trójkąt, wyniesiony 60 cm ponad poziom placu, symbolizuje przyszłość. Kąt dużego trójkąta utworzony tym trójkątem jest skierowany w stronę siedziby COC Nederland – najstarszej na świecie, działającej od 1946 roku, organizacji zajmującej się obroną praw gejów i lesbijek.

### Płaszczyzna – przeszłość
Trzeci granitowy trójkąt, „wtopiony” w chodnik, symbolizuje przeszłość. Kąt dużego trójkąta utworzony tym trójkątem jest skierowany w stronę domu, w którym przed nazistami ukrywała się Żydówka Anna Frank. Obecnie w tym budynku znajduje się muzeum. Na tym trójkącie umieszczono cytat Naar vriendschap zulk een mateloos verlangen (Takie niekończące się pragnienie przyjaźni) z wiersza Do młodego rybaka autorstwa holenderskiego pisarza żydowskiego pochodzenia Jacoba Israëla De Haana. Pisarz ten nie ukrywał swojej orientacji homoseksualnej, a w jego twórczości można odnaleźć wątki homoerotyczne.

## Historia

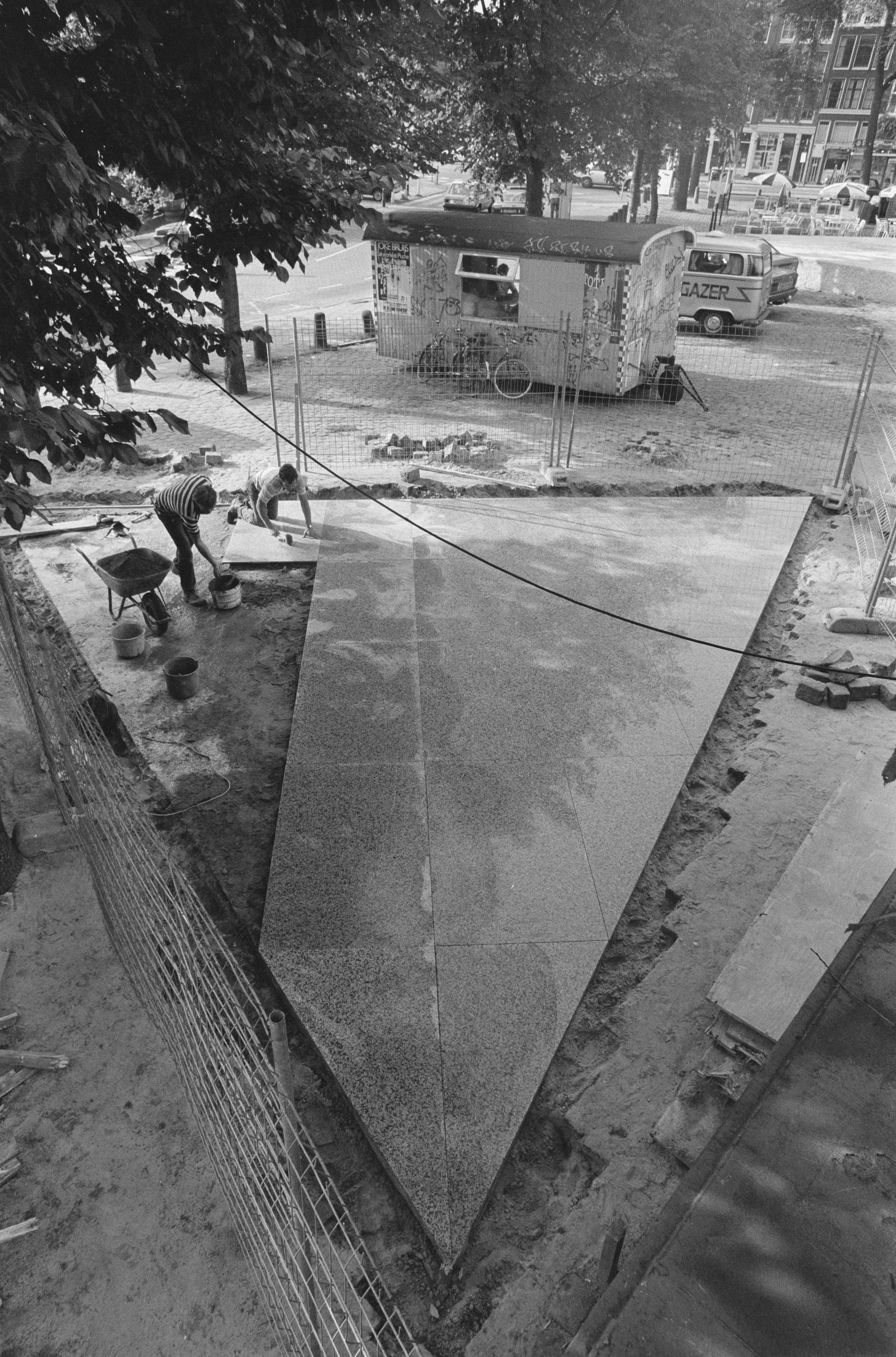
Budowa Homomonumentu, 17 września 1987

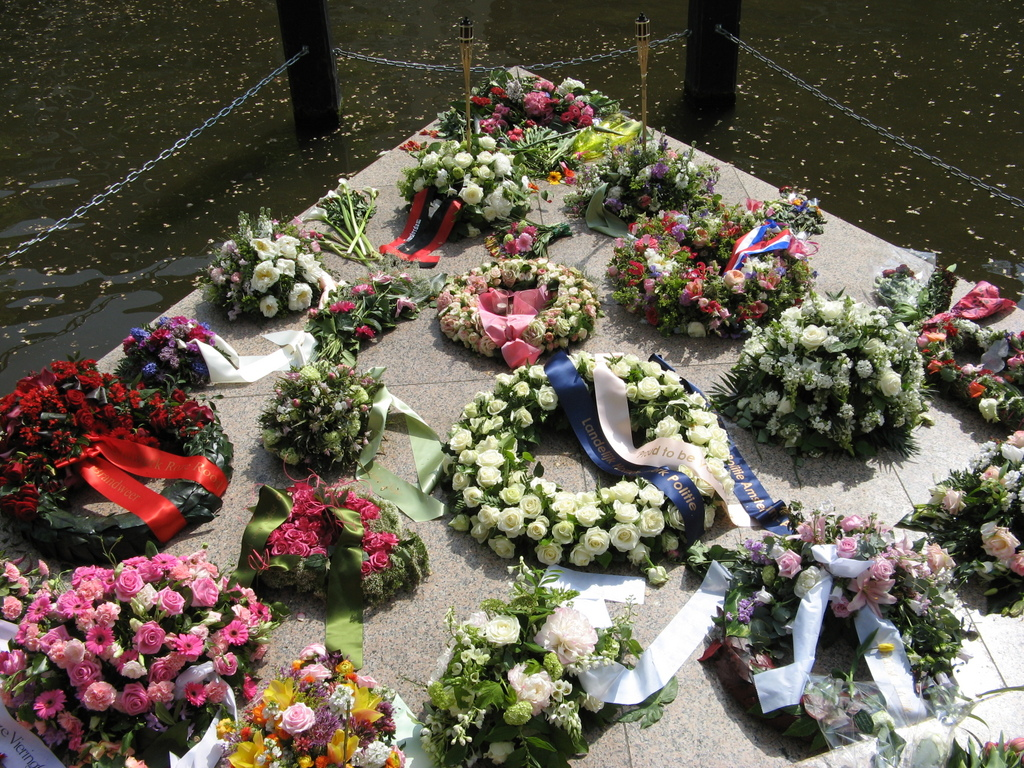
Kwiaty złożone na pomniku z okazji Dnia Pamięci Ofiar Wojny

Już w pierwszych latach po II wojnie światowej holenderskie organizacje gejów i lesbijek dyskutowały o potrzebie utworzenia monumentu o podobnym przesłaniu. Dużym impulsem do realizacji tego projektu było aresztowanie 4 maja (w Holandii to Dzień Pamięci Ofiar Wojny) 1970 roku działaczy na rzecz LGBT za próbę złożenia na Naational Monument lawendowego wieńca. Wieniec został usunięty przez policję.
W 1979 roku powstała Fundacja Homomonument. Zbieranie funduszy głównie od prywatnych darczyńców trwało kilka lat, ostatecznie część kosztów pomnika pokryły władze miasta, które wskazały też miejsce ulokowania monumentu. W 1981 roku komitet złożony z reprezentantów władz miasta, organizacji LGBT i profesjonalnych designerów jednogłośnie wybrał projekt zaproponowany przez Karin Daan. Pomnik odsłonięty został 5 września 1987 roku.
Miniaturowa wersja monumentu w skali 1:25 znajduje się w Madurodam – muzeum w Hadze zwanym Holandią w miniaturze. Makieta została odsłonięta 24 października 2006 roku przez burmistrza Amsterdamu, Jacoba Cohena i prezesa organizacji COC.